# 사원수 표현
군 표현론에서, 사원수 표현(四元數表現, 영어: quaternionic representation은 사원수 벡터 공간 위의 군의 표현이다.

## 정의
사원수 표현의 개념은 사원수의 용어를 사용하여 간단히 정의될 수 있으며, 사원수를 사용하지 않고 순수하게 복소수만으로 정의될 수도 있다.

### 사원수를 통한 정의
군 {\displaystyle G}의 사원수 표현은 다음과 같은 꼴의 군 준동형이다.
{\displaystyle \rho \colon G\to \operatorname {GL} (n;\mathbb {H} )}
여기서
- {\displaystyle \operatorname {GL} (n;\mathbb {H} )=\hom _{\mathbb {H} }(\mathbb {H} ^{\oplus n},\mathbb {H} ^{\oplus n})}은 {\displaystyle n}차원 사원수 벡터 공간 위의, 가역 사원수 선형 변환들의 리 군이다.

### 복소수를 통한 정의
군 {\displaystyle G}의 사원수 표현 {\displaystyle (\rho ,V,j)}은 다음과 같은 데이터로 주어진다.
- 짝수 {\displaystyle 2n} 차원 복소수 벡터 공간 {\displaystyle V}
- 군 준동형 {\displaystyle \rho \colon G\to \operatorname {GL} (n;\mathbb {H} )}
- 실수 선형 변환 {\displaystyle j\colon V\to V}

이는 다음을 만족시켜야 한다.
- (대합) {\displaystyle j\circ j=\operatorname {id} _{V}}
- (반선형성) 임의의 복소수 {\displaystyle \lambda \in \mathbb {C} } 및 {\displaystyle v\in V}에 대하여, {\displaystyle j(\lambda v)={\bar {\lambda }}j(v)}
- (군의 작용) 임의의 {\displaystyle g\in G} 및 {\displaystyle v\in V}에 대하여, {\displaystyle j(\rho (g)v)=\rho (g)j(v)}

## 예

### SU(2) 스피너 표현
3차원 스핀 군 {\displaystyle \operatorname {Spin} (3)\cong \operatorname {SU} (2)}의 복소수 2차원 스피너 표현은 사원수 표현을 이룬다. 사원수 표현으로서, 이 표현
{\displaystyle \rho \colon \operatorname {Spin} (3)\to \operatorname {GL} (1;\mathbb {H} )}
의 상은
{\displaystyle \operatorname {im} \rho =\{x\in \mathbb {H} \colon \|x\|=1\}}
이다. 이는 유니터리 표현이다.

### 콤팩트 단순 리 군의 사원수 표현
연결 단일 연결 콤팩트 리 군 가운데, 사원수 기약 표현을 갖는 것들의 목록은 다음과 같다.
- {\displaystyle \operatorname {SU} (4n+2)} (즉, {\displaystyle {\mathsf {A}}_{4\bullet +1}})
- {\displaystyle \operatorname {Spin} (n)}, {\displaystyle (n{\bmod {8}})\in \{3,4,5\}} (즉, {\displaystyle {\mathsf {B}}_{4\bullet +1}}, {\displaystyle {\mathsf {B}}_{4\bullet +1}}, {\displaystyle {\mathsf {D}}_{4\bullet +2}})
- {\displaystyle \operatorname {USp} (2n)} (즉, {\displaystyle {\mathsf {C}}_{\bullet }})
- {\displaystyle {\mathsf {E}}_{7}}

스핀 군의 경우, 사원수 기약 표현의 존재는 보트 주기성을 따른다.

## 같이 보기
- 심플렉틱 벡터 공간